# Вулиця Карена Демірчяна (Єреван)
Вулиця Каре́на Демірчя́на (вірм. Կարեն Դեմիրճյան փողոց) — коротка (близько 350 м) вулиця Єревана, в центральному районі Кентрон. Проходить від проспекту Месропа Маштоца до вулиці Сарьяна.
Проїжджі частини вулиці обмежують бульвар.

## Історія
Сучасна назва на честь вірменського радянського громадського і партійного діяча Карена Демірчяна (1932—1999), розстріляного терористами в будівлі вірменського парламенту 27 жовтня 1999 року. Вулицю названо в 2014 році, раніше непарна сторона була частиною вулиці Павстоса Бузанда, парна сторона — частиною вулиці Арама. Спочатку в честь Демірчяна планувалося назвати площу. На вулиці планується відкрити пам'ятник К. Демірчяну.
У підвалі одного з будинків на вулиці відкрив свій перший магазин Микола Шустов, один з найбільших виробників алкогольної продукції в царській Росії кінця XIX століття.

## Пам'ятки

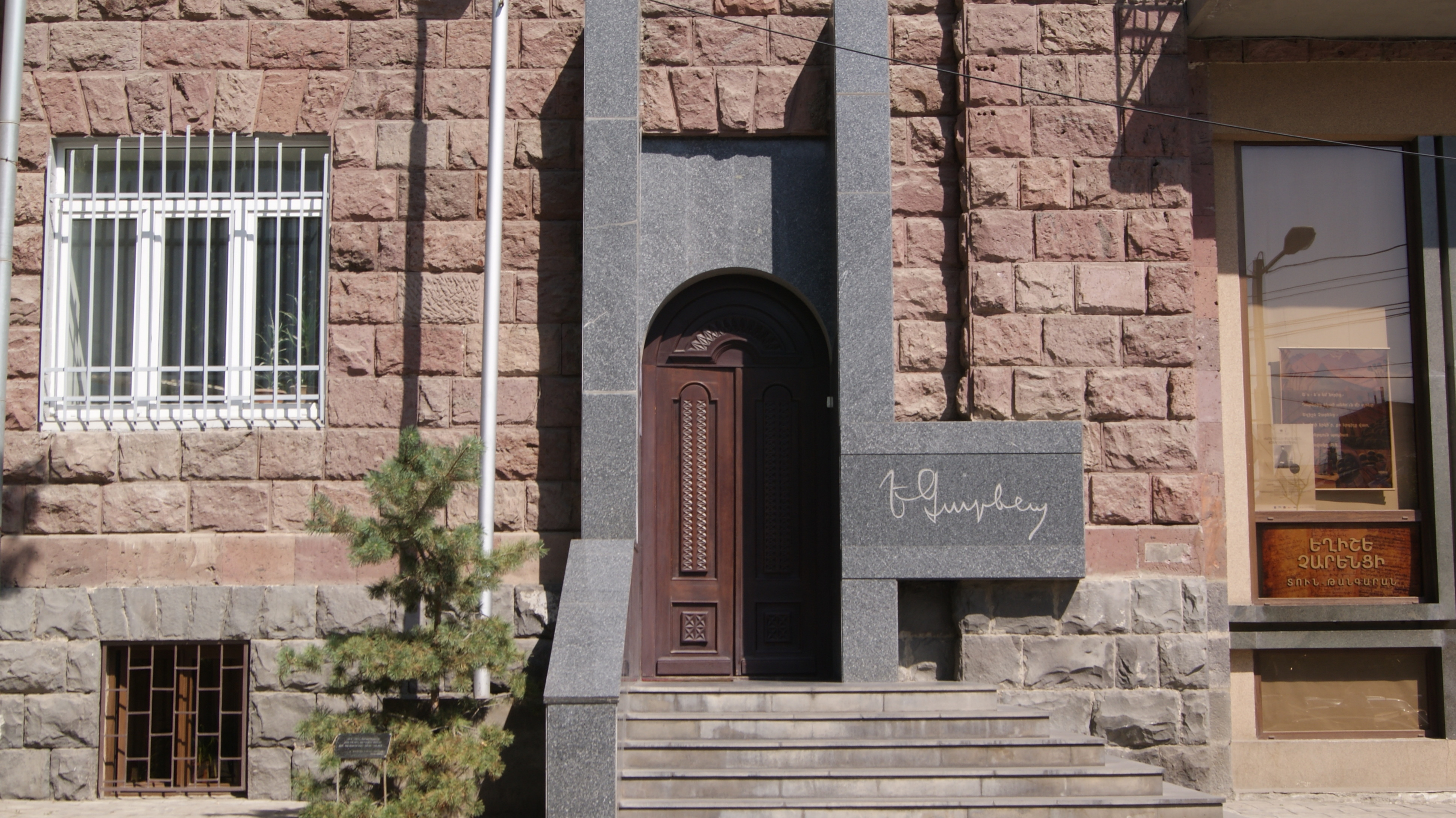
Будинок-музей Єгіше Чаренца

## Відомі жителі

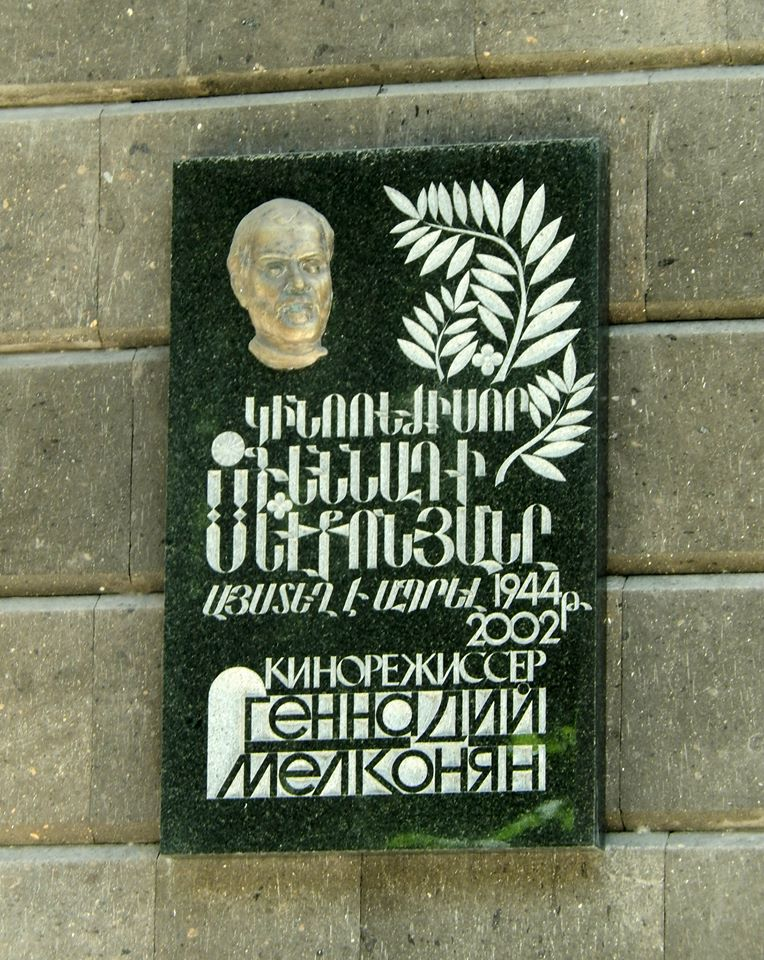
Геннадій Мелконян

буд. 17 — Галуст Галоян (меморіальна дошка)
Геворг Мушегян (меморіальна дошка)
Нерсес Степанян (меморіальна дошка)
Геннадій Мелконян (меморіальна дошка)
Арам Сатунц (меморіальна дошка)

## Вулиця в кінематографі
На вулиці знятий ряд сцен художнього фільму «Хлопці музкоманди» (1960).